# Limpurger

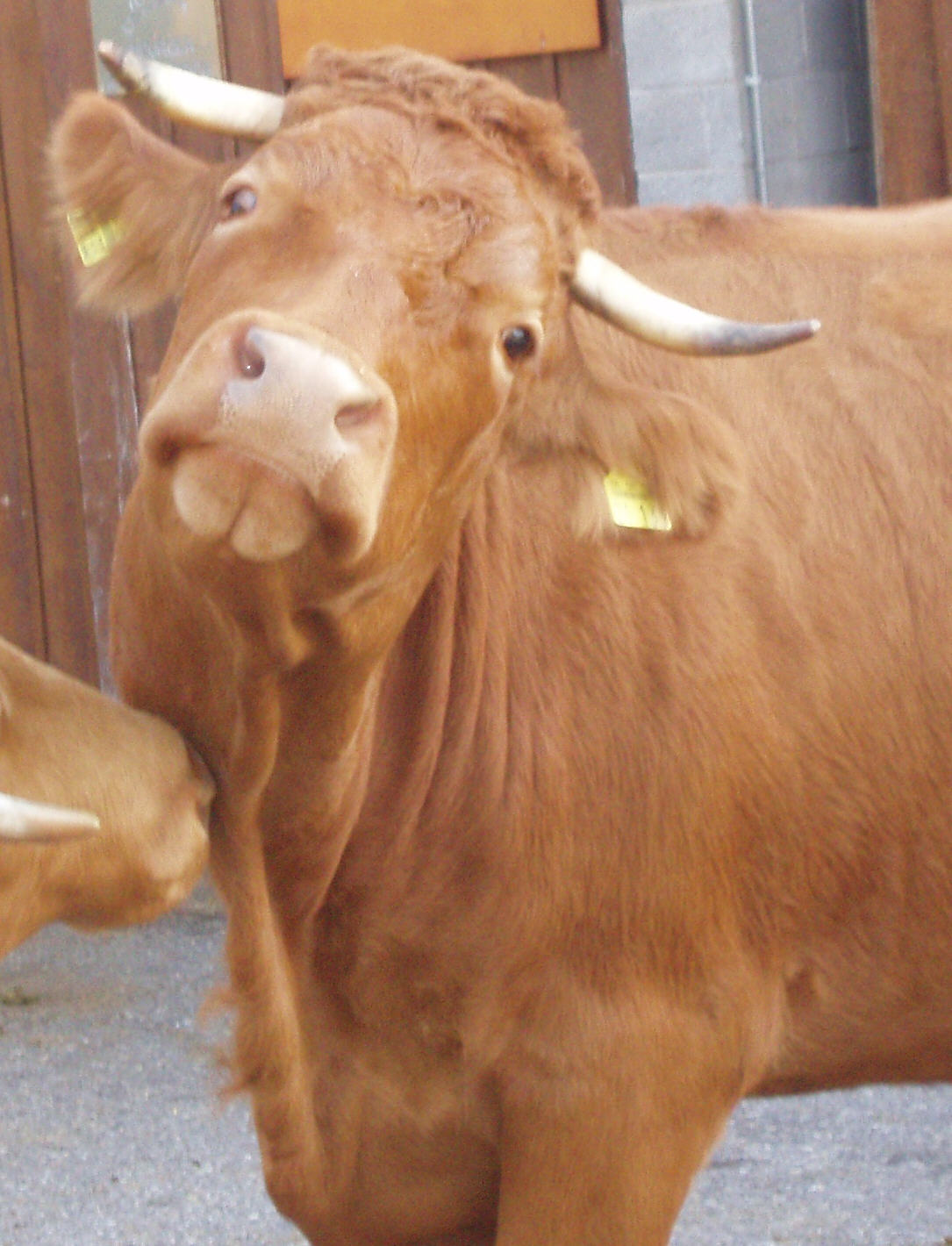
Kopf eines Limpurger Rindes

Das Limpurger Rind, auch Leintäler genannt, ist die älteste noch existierende Rinderrasse Württembergs.

## Zucht
Der Name der Rasse geht auf die Grafschaft Limpurg zurück, die südlich von Schwäbisch Hall lag und 1803 zu Württemberg kam.
Wohl im 18. Jahrhundert wurden Exemplare des Roten Landviehs mit Allgäuer Vieh gekreuzt, woraus die Limpurger entstanden. Sie waren insbesondere in der Region um den Fluss Lein sowie im Welzheimer Wald und zwischen Gaildorf, Schwäbisch Gmünd und Aalen verbreitet. Limpurger sind Dreinutzungsrinder, die sowohl als Arbeitstiere als auch als Fleisch- und Milchlieferanten gehalten wurden. Um die Wende zum 20. Jahrhundert stellten viele landwirtschaftliche Betriebe auf das etwas größere Simmentaler Fleckvieh um. In manchen Gemeinden wurde Reinzucht von Limpurgern regelrecht verhindert, da die Einkreuzung von Simmentalern vorgeschrieben wurde. 1903 wurde zwar ein Zuchtverband für Limpurger Vieh gegründet, der sich bemühte, die Rasse durch Zuführung von Glan- und Gelbviehblut konkurrenzfähig zu erhalten, doch misslang dieser Versuch. 1963 wurde der Verband aufgelöst. 1987 wurde die Züchtervereinigung Limpurger Rind gegründet, die durch das Land Baden-Württemberg gefördert wurde. In das Herdbuch wurden zunächst nur 56 Kühe, die nicht mehr alle hundertprozentig dem Limpurger Typus entsprachen, aufgenommen. Mit vier Bullenlinien wurde die Zucht begonnen. Das Ziel war nicht mehr ein Drei-, sondern ein Zweinutzungsrind. Inzwischen sind etwa 300 Kühe in das Herdbuch aufgenommen worden.

## Gefährdung
Die Gesellschaft zur Erhaltung alter und gefährdeter Haustierrassen (GEH) hat diese Rasse in die Kategorie I (extrem gefährdet) der Roten Liste (Stand 2022) eingestuft. Sie war im Jahr 2011 gefährdete Nutztierrasse des Jahres. Die GEH hat auch einen Betreuer für diese Rinderrasse berufen. Im Jahr 2021 gab es 46 männliche und 810 weibliche Zuchttiere.

## Aussehen

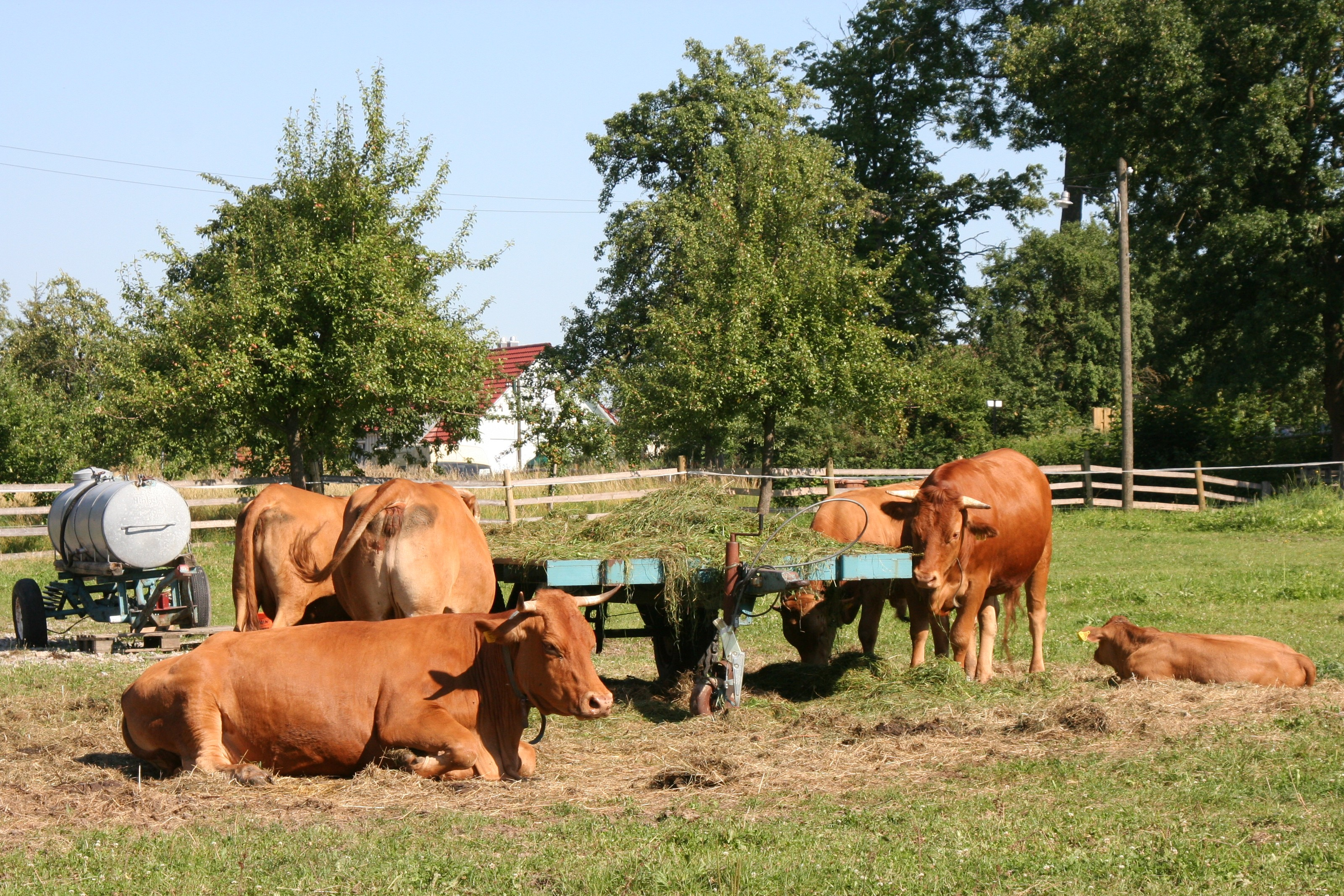
Limpurger im Hohenloher Freilandmuseum Wackershofen

Limpurger Rinder haben ein einfarbig hell- bis rotgelbes Fell, wobei einzelne Partien, etwa der Unterbauch und die Schenkelinnenseiten, heller als der Rest gefärbt sind. Hörner und Klauen sind gelblich, das Flotzmaul fleischfarben. Die Widerristhöhe der Kühe beträgt 134 bis 137, die der Bullen 143 bis 148 cm.

## Leistungen
Während Kühe ein Gewicht zwischen 600 und 650 kg erreichen können, wiegen ausgewachsene Bullen etwa 1000 bis 1100 kg. Limpurger sollen vermehrungsfreudig und leicht zu mästen sein. Zu den Zeiten, als Limpurger auch noch als Arbeitstiere eingesetzt wurden, legte man auch Wert auf harte Klauen und zwar eher zierliche, aber stabile Gliedmaßen.
1994 wurde für Limpurger Kühe eine Jahresmilchleistung von 4435 kg Milch ermittelt. Die auf der Eigenleistungsprüfstation Neuhof ermittelte Fleischleistung von Bullen lag bei einer täglichen Zunahme von 1358 g zwischen dem 112. und dem 350. Lebenstag. Der Landesverband für Leistungsprüfungen in der Tierzucht in Baden-Württemberg e. V. ermittelte, dass Limpurger Kühe im Durchschnitt mit 29,3 Monaten das erste Kalb werfen und eine Zwischenkalbezeit von 376 Tagen haben.

## Herkunftsschutz und Qualität
Im September 2013 hat die Europäische Kommission den Weideochsen vom Limpurger Rind in die Liste der geschützten Ursprungsbezeichnungen (g. U.) aufgenommen. Damit kann Fleisch von Weideochsen dieser Rasse gemäß einer festgelegten Spezifikation mit dieser geschützten Ursprungsbezeichnung gekennzeichnet werden. Die Spezifikation regelt detailliert die geografische Herkunft der Tiere sowie die Rahmenbedingungen für die Aufzucht der Tiere und für die Erzeugung des Fleisches.
In Deutschland ist dieser Rinderrasse nach dem Rasseschlüssel die Kennung 17 zugewiesen.

### Herkunft
Das geografische Gebiet, in dem die Tiere geboren, aufgewachsen, gehalten, geschlachtet und zerlegt werden, umfasst die Landkreise Ostalbkreis, Schwäbisch Hall, Hohenlohekreis, Rems-Murr-Kreis und Main-Tauber-Kreis. Ferner eingeschlossen sind im Verlauf der Fluss- und Seitentäler die angrenzenden Gemeinden Wüstenrot und Löwenstein im Landkreis Heilbronn sowie die Gemeinde Hardheim im Landkreis Neckar-Odenwald-Kreis.

### Qualitätsanforderungen in der Aufzucht
- Nur reinrassige männliche Tiere der Rasse Limpurger dürfen verwendet werden. Die Kastration muss unter Ausschaltung der Schmerzempfindung durchgeführt werden.
- Weidehaltung ist in der Vegetationsperiode abhängig vom Witterungsverlauf in der Zeit ab dem 15. April bis mindestens 15. Oktober zwingend vorgeschrieben.
- Es sind nur traditionelle Futtermittel, wie Weidefutter, Gras, Grassilage, Heu, Rüben, aus überwiegend betriebseigener Erzeugung zugelassen. Maissilage, Soja und Sojaprodukte sowie jegliche gentechnischveränderte Futtermittel sind nicht erlaubt.
- Eine Mastphase von 4 Monaten vor der Schlachtung auf der Basis von Getreide, welches im geografischen Gebiet erzeugt wurde, ist zulässig.

### Fleischqualität
- Das Schlachtalter der Ochsen beträgt mindestens 30 Monate um ein langsames gesundes Wachstum der Tiere sicherzustellen.
- Der pH-Wert im Fleisch liegt 24 bis 48 Stunden nach der Schlachtung unter 6,0.
- Teilstücke aus der Keule, wie auch Rücken oder Filet, die als Kurzbratstücke geeignet sind, müssen mindestens drei Wochen unvakuumiert am Knochen reifen.